# Bazemont
Bazemont és un municipi francès, situat al departament d'Yvelines i a la regió de Illa de França. L'any 2007 tenia 1.527 habitants.
Forma part del cantó d'Aubergenville, del districte de Saint-Germain-en-Laye i de la Comunitat de comunes Gally Mauldre.

## Demografia

### Població
El 2007 la població de fet de Bazemont era de 1.527 persones. Hi havia 575 famílies, de les quals 103 eren unipersonals (16 homes vivint sols i 87 dones vivint soles), 210 parelles sense fills, 250 parelles amb fills i 12 famílies monoparentals amb fills.
La població ha evolucionat segons el següent gràfic:
Habitants censats

### Habitatges
El 2007 hi havia 635 habitatges, 576 eren l'habitatge principal de la família, 32 eren segones residències i 27 estaven desocupats. 610 eren cases i 20 eren apartaments. Dels 576 habitatges principals, 519 estaven ocupats pels seus propietaris, 45 estaven llogats i ocupats pels llogaters i 12 estaven cedits a títol gratuït; 5 tenien una cambra, 19 en tenien dues, 78 en tenien tres, 96 en tenien quatre i 377 en tenien cinc o més. 463 habitatges disposaven pel capbaix d'una plaça de pàrquing. A 207 habitatges hi havia un automòbil i a 333 n'hi havia dos o més.

### Piràmide de població
La piràmide de població per edats i sexe el 2009 era:
| Homes | Edats   | Dones |
| ----- | ------- | ----- |
| 0     | 95 o +  | 0     |
| 0     | 90 a 94 | 12    |
| 4     | 85 a 89 | 12    |
| 4     | 80 a 84 | 0     |
| 20    | 75 a 79 | 16    |
| 20    | 70 a 74 | 16    |
| 44    | 65 a 69 | 36    |
| 48    | 60 a 64 | 56    |
| 40    | 55 a 59 | 28    |
| 92    | 50 a 54 | 88    |
| 92    | 45 a 49 | 88    |
| 52    | 40 a 44 | 80    |
| 52    | 35 a 39 | 48    |
| 40    | 30 a 34 | 28    |
| 44    | 25 a 29 | 28    |
| 40    | 20 a 24 | 28    |
| 32    | 15 a 19 | 52    |
| 72    | 10 a 14 | 68    |
| 60    | 5 a 9   | 52    |
| 20    | 0 a 4   | 28    |

## Economia
El 2007 la població en edat de treballar era de 995 persones, 701 eren actives i 294 eren inactives. De les 701 persones actives 646 estaven ocupades (361 homes i 285 dones) i 55 estaven aturades (28 homes i 27 dones). De les 294 persones inactives 93 estaven jubilades, 112 estaven estudiant i 89 estaven classificades com a «altres inactius».

### Ingressos
El 2009 a Bazemont hi havia 574 unitats fiscals que integraven 1.557 persones, la mediana anual d'ingressos fiscals per persona era de 30.070 €.

### Activitats econòmiques
Dels 58 establiments que hi havia el 2007, 1 era d'una empresa de fabricació d'altres productes industrials, 6 d'empreses de construcció, 14 d'empreses de comerç i reparació d'automòbils, 3 d'empreses de transport, 3 d'empreses d'hostatgeria i restauració, 3 d'empreses d'informació i comunicació, 3 d'empreses financeres, 1 d'una empresa immobiliària, 17 d'empreses de serveis, 6 d'entitats de l'administració pública i 1 d'una empresa classificada com a «altres activitats de serveis».
Dels 7 establiments de servei als particulars que hi havia el 2009, 3 eren tallers de reparació d'automòbils i de material agrícola, 1 lampisteria, 2 electricistes i 1 restaurant.
Dels 2 establiments comercials que hi havia el 2009, 1 era una botiga de roba i 1 una joieria.
L'any 2000 a Bazemont hi havia 3 explotacions agrícoles.

## Equipaments sanitaris i escolars
El 2009 hi havia una escola elemental.

## Poblacions properes
El següent diagrama mostra les poblacions més properes.